# Cái chết của Alan Kurdi
Alan Kurdi (tiếng Kurd: Alan Kurdî), ban đầu được báo cáo là Aylan Kurdi, là một cậu bé 3 tuổi người Syria thuộc dân tộc Kurd bị chết đuối vào ngày 2 tháng 9 năm 2015 ở Địa Trung Hải mà hình ảnh em nằm chết đã lên trang đầu của báo chí toàn cầu. Em cùng gia đình là những người tị nạn Syria đã vượt biên đến Châu Âu trong giữa cuộc khủng hoảng tị nạn Châu Âu. Các bức ảnh chụp xác chết của Kurdi do nhà báo người Thổ Nhĩ Kỳ Nilüfer Demir chụp và nhanh chóng lan tỏa khắp thế giới, tạo nên phản ứng quốc tế. Bởi vì gia đình của Kurdi được báo cáo là tìm cách đến Canada, do đó cái chết của em và cuộc khủng hoảng tị nạn lan rộng ngay lập tức trở thành một vấn đề tranh cãi trong cuộc bầu cử liên bang Canada năm 2015.

## Tiểu sử
Kurdi được cho là sinh vào năm 2012 hoặc 2013 ở Kobanî, Syria. Một nhà báo người Syria khẳng định rằng họ của em là Shenu; 'Kurdi' là tên dùng ở Thổ Nhĩ Kỳ do lý lịch ngoại tộc của họ. Sau khi di chuyển qua nhiều thành phố khác nhau ở phía bắc Syria để chạy trốn khỏi cuộc nội chiến và ISIL, gia đình của em đã định cư ở Thổ Nhĩ Kỳ. Gia đình đã trở về Kobanî vào đầu năm 2015, nhưng lại quay lại Thổ Nhĩ Kỳ vào tháng 6 năm 2015 khi ISIL tái tấn công Kobanî. Sau 2 lần thử đem gia đình qua đảo Kos thuộc Hy Lạp thất bại, cha của Kurdi sắp xếp một lần vượt biên thứ 3.
Các thành viên của gia đình Kurdi đã luôn hi vọng có thể đoàn tụ với họ hàng tại Vancouver, Canada, sau khi cô của em là Tima Kurdi đã đệ đơn xin bảo lãnh tị nạn, nhưng bị Bộ Nhập tịch và Di trú Canada bác đơn sau khi các thành viên gia đình bị nhà chức trách Thổ Nhĩ Kỳ từ chối cấp thị thực xuất cảnh. Theo Sở Di trú thì một đơn thư của anh trai Abdullah là Mohammad đã bị từ chối vì còn thiếu, và họ chưa từng nhận bất kỳ đơn xin nào của Abdullah Kurdi. Abdullah Kurdi nói rằng chính phủ Canada đã từ chối đơn xin tị nạn của ông và họ phải chịu trách nhiệm trước thảm kịch này.
Dân biểu Fin Donnelly của Đảng Tân Dân chủ (NDP) Canada đã kể cho giới truyền thông rằng ông đã trao tận tay hồ sơ của họ cho Bộ trưởng Bộ Nhập tịch và Di trú là Chris Alexander vào đầu năm, nhưng đơn từ vẫn bị từ chối vào tháng 6 năm 2015 bởi vì nó chưa hoàn chỉnh. Gia đình Kurdi đã cố có được thị thực vào Canada theo diện bảo lãnh tư bằng cách những nhóm gồm 5 người có thể bảo lãnh một cá nhân hoặc gia đình. Họ bị yêu cầu phải chứng minh có khoảng 27.000 dollar Canada để hỗ trợ cho một gia đình gồm 4 người tị nạn. Theo Alexandra Kotyk, quản lý dự án Lifeline Syria (tạm dịch: con đường sống cho Syria), một nhóm hỗ trợ định cư cho người tị nạn ở Toronto, thì chương trình đòi hỏi những người đang tìm đường sang Canada từ Thổ Nhĩ Kỳ trước hết phải được chính phủ Thổ Nhĩ Kỳ tuyên bố rằng họ là những người tị nạn. Bà nói rằng thường thì đó là 1 điều kiện rất khó hoặc bất khả thi cần phải hoàn tất.

### Tai nạn chết người và tìm thấy thi thể
Trong những giờ đầu của ngày 2 tháng 9 năm 2015, Kurdi và gia đình lên một chiếc xuồng hơi bằng nhựa hoặc cao su, xuồng đã bị lật khoảng 5 phút sau khi rời bến Bodrum ở Thổ Nhĩ Kỳ. Mười sáu người đã ở trên cái xuồng được thiết kế cho tối đa là 8 người. Họ cố vượt biên sang đảo Kos của Hy Lạp, cách Bodrum khoảng 30 phút đi xuồng, tức (4 kilômét hay 2+1⁄2 dặm). Cha của Kurdi nói: "Chúng tôi đã không có áo phao", nhưng cũng cho biết rằng họ được mặc áo cứu sinh nhưng "toàn là đồ giả". Những người khác cũng tuyên bố rằng họ tin rằng họ đã được mặc áo phao nhưng chúng không có công năng.
Đài phát thanh Syria sau đó cho biết gia đình Kurdi đã phải trả 5.860$ cho 4 chỗ trên xuồng, chứa 12 hành khách trên đó mặc dù chỉ dài 5 mét. Mẹ của Alan Kurdi cũng đi cùng mặc dù bà rất sợ ở trên biển. Tima Kurdi, cô của Alan Kurdi, đã khuyên chị của bà không nên đi. Để tránh bị đội tuần tra duyên hải của Thổ Nhĩ Kỳ phát hiện, nhóm người trên tàu đã khởi hành từ một bờ biển hoang vắng vào đêm khuya.
Khoảng 5 giờ sáng, chính quyền bắt đầu tiến hành điều tra sau khi một cuộc gọi khẩn cấp báo rằng có một chiếc tuyền bị lật và các thi thể đang trôi vào bờ. Xác của Kurdi và một em bé khác đã được 2 người dân địa phương phát hiện và khoảng 6:30 sáng. Hai người đàn ông đã di chuyển những xác chết khỏi mặt nước, và đặt trên bờ nơi mà sau đó một phóng viên ảnh người Thổ Nhĩ Kỳ đã chụp lại được.
Vào ngày 3 tháng 10 năm 2015, Kurdi cùng với người anh là Galib và mẹ là Rehana được mang đến Kobanî để được mai táng vào ngày hôm sau. Theo truyền thống Hồi giáo, người chết phải được chôn trong vòng 24 giờ nếu có thể. Cuộc vây hãm Kobanî chấm dứt vào tháng 3 năm 2015 và cuộc tấn công vào phần còn lại của thành phố của Nhà nước Hồi giáo (IS) kết thúc hoàn toàn vào tháng 8 năm 2015.

#### Bắt giữ các bị cáo
Chính quyền Thổ Nhĩ Kỳ sau đó đã bắt giữ 4 nghi phạm liên quan đến việc tổ chức vượt biên trái phép, mặc dù họ dường như chỉ là những cò mồi cấp thấp.
Cha của Alan Kurdi, Abdullah Kurdi, tuyên bố trong vài cuộc phỏng vấn rằng chiếc xuồng hơi đã bị mất lái do hỏng hóc ở động cơ, và "thuyền trưởng" đã bỏ rơi nó cùng với tất cả những người khác. Vài nguồn tin của Thổ Nhĩ Kỳ cho biết, trong cuộc phỏng vấn đầu tiên của ông với tờ Doğan News Agency, ông đã đưa ra một lời tường thuật khác về sự việc; ông cũng tuyên bồ rằng sau hai lần cố gắng đến đảo Kos của Hy Lạp bất thành, gia đình của ông đã được cung cấp một xuồng riêng với phương tiện riêng. Tuy nhiên, Abdullah chưa bao giờ xác nhận về cuộc phỏng vấn với Doğan News Agency.
Zainab Abbas, một người Iraq sống sót ở cùng xuồng, cũng mất 2 đứa con trong thảm họa này, đã kể với các phóng viên rằng Abdullah cùng với cô ta đã đóng vai trò như là 'thuyền trưởng', và rằng ông ta đã lái chiếc xuồng quá tải quá nhanh, dẫn đến nó bị lật úp, và ông đã van xin cô khi họ vẫn đang ở dưới nước, đừng tố cáo ông với bất kì nhân viên công lực nào. Abbas nói rằng gia đình cô cũng đã chạy trốn khỏi ISIS ở Baghdad và cô cảm thấy tức giận vì tất cả truyền thông đều chỉ chú tâm đến Aylan Kurdi và Abdullah Kurdi mà không đoái hoài gì đến gia đình cô. Cô sau đó đã trở về Baghdad và cho biết rằng xác của những đứa con cô đã không được chuẩn bị tươm tất cho việc mai táng và kêu gọi thủ tướng Úc Tony Abbott chấp nhận cho gia đình cô được tị nạn để tránh nhà nước Hồi giáo. Reuters đã đăng những bài phỏng vấn với các hành khách khác trên xuồng, Ahmed Hadi Jawwad (chồng của Zainab Abbas), và Amir Haider 22 tuổi, đã xác thực những điều Abbas kể.
Abdullah phủ nhận cáo buộc, nói rằng: "Nếu tôi là một kẻ buôn người, tại sao tôi lại đẩy gia đình của mình vào cùng một xuồng với những người khác? Tôi đã phải trả cùng một số tiền cho bọn buôn người." và "Tôi đã mất cả gia đình, tôi đã mất cuộc đời tôi, tôi đã mất mọi thứ, vậy nên cứ để họ nói những gì mà họ muốn." Theo chính quyền Thổ Nhĩ Kỳ, các cuộc điều tra vào tổ chức buôn người ở Thổ Nhĩ Kỳ cho thấy những người tị nạn thường được giao nhiệm vụ ghi tên các hành khách cho chuyến đi. Nó cũng không phải là không phổ biến khi một hành khách bị giao cho trách nhiệm lái tàu. Không có kẻ buôn người nào, với gia đình đang ở Thổ Nhĩ Kỳ và nguồn thu nhập ổn định từ việc tổ chức buôn người, lại muốn có một cái kết thúc bất hợp pháp ở Châu Âu và có nguy cơ không thể trở về quê nhà, nơi mà hắn thể nào cũng đối diện với việc bị bắt giữ. Tổng thống Thổ Nhĩ Kỳ Recep Tayyip Erdoğan đã trao quyền công dân cho Abdullah, cha của Alan.